# Rychlostní silnice

Česká dopravní značka IZ 2a „Silnice pro motorová vozidla“

Rychlostní silnice, v Česku silnice pro motorová vozidla, je komunikace dálničního typu budovaná pro motorová vozidla. Z hlediska nákladů na výstavbu tvoří levnější variantu dálnic. Zpravidla jsou projektovány jako vícepruhové, směrově oddělené a s ostatními komunikacemi se kříží mimoúrovňově. Dělí se obvykle na dálnice a ostatní rychlostní silnice. Označování, parametry (šířka, maximální stoupání apod.) a rychlostní limity se v různých zemích liší.

## Označování
Označování se v různých státech, kde existují rychlostní silnice jako silnice pro motorová vozidla, liší a je následující:
- Česko — I Silnice pro motorová vozidla v Česku (silnice pro motorová vozidla se od 1. ledna 2016 neznačí písmenem R, ale silnicí I. třídy)
- Chorvatsko — B rychlostní silnice v Chorvatsku
- Polsko — S Rychlostní silnice v Polsku
- Rakousko — S Rychlostní silnice v Rakousku
- Slovensko — R Rychlostní silnice na Slovensku (situace byla do roku 2008 obdobná jako v Česku, od 1. února 2009 nový zákon o silničním provozu č. 8/2009 a prováděcí vyhláška 9/2009 termín „silnice pro motorová vozidla“ nahradily termínem „rychlostní silnice“, zároveň byly pro označování čísel rychlostních silnic a dálnic zavedeny nové podoby tabulek, které jsou červenobílé a obsahují i písmeno R nebo D podle druhu komunikace)
- Slovinsko — H Rychlostní silnice ve Slovinsku

## Rychlostní silnice ve světě
- Rychlostní silnice v Česku
- Rychlostní silnice na Slovensku
- Rychlostní silnice ve Slovinsku
- Rychlostní silnice v Chorvatsku
- Rychlostní silnice v Polsku